# Pihen-les-Guines Communal Cemetery
Pihen-les-Guines Communal Cemetery is een begraafplaats gelegen in de Franse plaats Pihen-lès-Guînes (Pas-de-Calais). De militaire graven worden onderhouden door de Commonwealth War Graves Commission.
De begraafplaats telt 33 graves; 30 Commonwealth WW2 and 3 Foreign WW2.